# Филлипс, Артур
Артур Филлипс (12 сентября 1930 года, Монреаль, Квебек, Канада — 29 марта 2013 года, Ванкувер, Британская Колумбия, Канада) — канадский политик, мэр Ванкувера (1973—1977), член Палаты общин Канады от Ванкувер-центр. Член либеральной партии Канады.

## Биография
Артур Филлипс родился в 1930 году в Монреале в состоятельной семье. Его отец был инженером на пенсии, а мать, рождённая во Франции, была намного моложе отца. Вскоре после рождения сына семья переехала в Ванкувер и поселилась в западной части города. Филлипс учился в университете Британской Колумбии, где играл за баскетбольную команду университета. Вскоре после окончания университета в 1953 году Артур Филлипс женился на университетской подруге Патти Бёрли.
Ещё на третьем курсе Артур Филлипс начал инвестировать. Он вместе со своим другом Майклом Райаном вложил деньги в добывающую компанию и через семь лет, по словам Райана, они удачно продали акции. Потом Филлипс вкладывал деньги в звукозаписывающую компанию Zero Records, финансируемую также его тестем. Ещё до 30 лет он основал канадскую инвестиционную компанию All-Canadian Fund, которую впоследствии продал. Райан при этом замечает, что так Арт стал миллионером. В 1964 году совместно с Бобом Хагером и Руди Нортом основал инвестиционную фирму Phillips, Hager & North. Сначала фирма работала только в восточной части Канады, а затем стала крупнейшей инвестиционной фирмой страны.
Артур Филлипс был женат на Патти Бёрли более 20 лет. У них было пять детей, но потом брак распался. Основной причиной были длительные отношения Артура с Кэрол Тейлор, с которой он познакомился на одном из телешоу, в котором он принимал участие.
Будучи успешным бизнесменом, Артур Филлипс вместе с тем решил пойти в политику. По словам Кэрол Тейлор, он считал что Ванкувер ждут большие перемены и не одобрял политики властей города. В 1968 году Филлипс был избран в городской совет, а в 1973 году стал мэром города. На этом посту он оставался два срока, до 1976 года. Позже Филлипс сделал попытку заняться федеральной политикой. С 22 мая 1979 года по 18 февраля 1980 год Филлипс был членом Палаты общин Канады от избирательного округа Ванкувер-Центр.